# Tupile Labyrinthus
Il Tupile Labyrinthus è una struttura geologica della superficie di Titano.